# Ortnamn i Härjedalen
Ortnamnen i Härjedalen är, som i alla andra landskap i Sverige, dels osammansatta ortnamn och dels sammansatta. Två osammansatta ortnamn är enstaviga, Flon och Sveg. Några är tvåstaviga som Aspan och Hede. Av de sammansatta ortnamnen har de allra flesta två ordled, förled och efterled, som till exempel Långå och Orrmo, men det finns också namn med tre ordled, som Funäsdalen.

## Definition av begreppet ortnamn
Ortnamn eller toponymer är namn på geografiska företeelser och ortnamnen kan delas upp i bebyggelsenamn och naturnamn. 
En språkvetenskaplig definition är att "ett ortnamn är ett språkligt uttryck som i en viss namnbrukarkrets är knutet till en bestämd plats".

## Ortnamnskategorier
Alla ortnamn delas upp i två huvudkategorier: naturnamn och kulturnamn. Kulturnamnen kan indelas tre kategorier: ägonamn, bebyggelsenamn och namn på artefakter. 
Naturnamn är namn på vattendrag, sjöar, skogar o.s.v. Ägonamn är namn på mark som används för jordbruk och boskapsskötsel, till exempel åkrar, ängar och hagar. Bebyggelsenamn är namn på tätorter, byar, gårdar, bygder med mera. Artefaktnamn är namn på broar, hamnar, gruvor, gravhögar m.m. Bebyggelsenamn kan vara primära eller
sekundära. Primära bebyggelsenamn avser bebyggelse redan från början, till exempel de som slutar på -by eller -byn (som Tyby och Edsbyn).  
Sekundära bebyggelsenamn har inte från början betecknat bebyggelse, utan har ursprungligen varit naturnamn, ägonamn eller artefaktnamn. Exempel på sådana ortnamn i Härjedalen är Duvberg, Herrö, Tännäs med flera.

### Ortnamnet Sveg
Namnet Sveg, (j) sueigi 1273, kommer av den skarpa krök, fornvästnordiska sveigr, som älven Ljusnan gör strax nedom Svegs kyrka.

## Typiska ortnamnsefterled och ortnamnsändelser i Härjedalen

### Ortnamnsefterled som betecknar bebyggelse
- -berg, exempel: Duvberg, Glissjöberg och Överberg.
- -bodarna betecknar  fäbodvall och dessa namn har under lång tid, fram till 1700-talet, varit vanliga som fäbodnamn. Exempel: Kristoffersbodarna, Vänsjöbodarna, Västbodarna,
- -dal och -dalen Ljusnedal och Överhogdal, Ljungdalen, Lofsdalen och Vemdalen.
- -högen är rätt vanligt förekommande i Härjedalen. Ordet 'hög' betyder 'höjd' i detta landskap. Exempel:  Lövhögen, Åkerhögen och Östhögen.
- -kojan, exempel: Eskilskojan, Fågelåskojan och Holmskojan.
- -stugan, exempel: Långsjöstugan, Rogenstugan och Sandnässtugan.
- -torpet, bestämd form av -torp, exempel: Finntorpet, Håkantorpet, Rundkvisttorpet
- -vallen betecknar  fäbodvall. Exempel: Nilsvallen, Ränningsvallen och Västbergsvallen.

### Ortnamnsefterled som betecknar höjder
- -fjället och  -fjällen är, på grund av fjällen i norra och västra Härjedalen,  ett vanligt efterled i dessa delar av landskapet. Exempel på -fjället och  -fjällen är Anåfjället, Dunsjöfjället, Hamrafjället och  Sonfjället, samt Funäsfjällen och Klövsjöfjällen.
- -högen är rätt vanligt förekommande ord för berg i Härjedalen. Ordet 'hög' betyder 'höjd' i detta landskap. Exempel: Stor-Axhögen, Långhögen och Stuguhögen.
- -tjahke är samiska och betyder 'fjälltopp'. Exempel: Breannentjahke, Guetjetjahke och Rändegentjahke.
- -vålen betyder 'lågfjäll, till exempel Glötesvålen, Hågåvålen, Tandsjövålen och Tvillingvålen. I Jämtland är beteckningen för lågfjäll -valen, till exempel Gråsjövalen.[8]
- -åsen är ett vanligt efterled i Härjedalen på grund av landskapets kuperade karaktär.   Exempel: Bölbergsåsen, Granåsen och Vålåsen.

### Ortnamnsefterled som betecknar sjöar
- -jaure är det samiska ordet för insjö: Isenjaure, Jutenjaure och Raudejaure.
- -sjön är i Härjedalen, liksom för övrigt i Sverige, ett vanligt efterled, till exempel Lofssjön, Storsjön och Svegssjön.
- -vattnet är ett efterled med betydelsen 'sjö' Exempel: Draggvattnet, Trätovattnet och Vitvattnet.